# Никелирование
Никелирова́ние — обработка поверхности изделий путём нанесения на них никелевого покрытия. Толщина наносимого покрытия обычно составляет от 1 до 50 мкм.
Как правило, никелированием обрабатывают металлические изделия, изготовленные из стали либо других металлов и сплавов, в частности меди, цинка, алюминия, реже марганца, титана, вольфрама или молибдена. Кроме того, существуют методы никелирования неметаллических поверхностей — полимерных, керамических, стеклянных и т. д. Изделия никелируют с целью защиты или придания характерного внешнего вида обработанной поверхности. Никелирование защищает изделия от коррозии в атмосфере, растворах щелочей и солей, а также слабых органических кислот. Наиболее распространены электролитическое (гальваническое) и химическое никелирование.

## История
Сульфат никеля был известен начиная с 1840 года, однако он не пригоден для никелирования поверхностей. Первый удачный электролит был найден в 1916 году; он состоит из сульфата никеля, хлорида никеля и борной кислоты.

## Правовое регулирование
В странах Евросоюза процессы, используемые при обработке, регулируются директивами 2000/53/EC и 2002/95/EC.